# Pelochyta nabor
Pelochyta nabor là một loài bướm đêm thuộc phân họ Arctiinae, họ Erebidae.